# Taxithelium glaucophyllum
Taxithelium glaucophyllum är en bladmossart som beskrevs av Bescherelle 1880. Taxithelium glaucophyllum ingår i släktet Taxithelium och familjen Sematophyllaceae. Inga underarter finns listade i Catalogue of Life.